# Circe (película)
Circe es una película en blanco y negro de Argentina dirigida por Manuel Antin según su propio guion escrito en colaboración Héctor Grossi y Julio Cortázar sobre el cuento homónimo de Julio Cortázar que se estrenó el 30 de abril de 1964 y que tuvo como protagonistas a Graciela Borges, Alberto Argibay, Walter Vidarte y Sergio Renán.

## Sinopsis
La protagonista Delia (Graciela Borges), una jovencita de familia burguesa que vive con sus padres en un barrio de Buenos Aires, tuvo dos novios (Renán y Vidarte) que murieron (uno de un sincope y otro por suicidio). Su tercer novio (Argibay) trata de destruir la coraza de frialdad con que ella se protege o se esconde, pero fracasa.

## La diosa Circe
En la mitología griega, Circe (en griego Κίρκη) era una diosa y hechicera que vivió en la isla de Eea. Tenía el poder de transformar en animales a sus enemigos y a los que la ofendían, mediante el empleo de pociones mágicas. 
Según la Odisea, cuando Odiseo llegó a esa isla se quedó en las naves con la mitad de la tripulación e hizo desembarcar al resto, al que Circe mediante sus poderes transformó en cerdos después de invitarlos a un banquete. Solo logró escapar Euríloco, que desde el principio sospechaba una traición, y dio aviso a Odiseo, quien partió solo al rescate de sus hombres. Circe fracasó en su intento de convertir  en animal a Odiseo porque estaba protegido por una planta que le había dado Hermes y fue obligada a devolver a sus hombres la forma humana. Finalmente, Circe, enamorada de Odiseo, lo ayudó en su viaje de regreso a casa después de que él y su tripulación pasasen un año con ella en su isla.

## Elaboración del guion
En 1963 en Cannes, Manuel Antin y Julio Cortázar hicieron un guion cinematográfico basado en el cuento Circe, de Cortázar. Ya en Buenos Aires,  sobre esa base Antin y Héctor Grossi elaboraron el guion definitivo utilizando los diálogos escritos por ellos mientras por medio de cartas y de cintas magnetofónicas intercambiaban ideas con Cortázar, quien seguía en Europa. 
Los autores del guion pretenden ahondar en la descripción del personaje del cuento de Cortázar y en el análisis de las causas –incluso sociales- de su conducta e, incluso, según uno de los guionistas, simbolizar en Delia a una Argentina que se niega a sí misma porque no se da a los demás.

## Reparto
- Graciela Borges …Delia
- Alberto Argibay
- Walter Vidarte
- Sergio Renán
- Lydia Lamaison
- Beatriz Matar
- Alberto Barcel
- Josefina Boneo
- Víctor Martucci
- Juan Carlos Lima
- Claudia Sánchez
- Raúl Aubel

## Comentarios
Antonio A. Salgado dijo en Tiempo de Cine:

”…en la sicología del personaje el ambiente que la rodea tiene escasa incidencia o por lo menos no se señala en el film una influencia decisiva. En cuanto al personaje de la muchacha, estaba más logrado en el cuento, donde efectivamente un aura misterioso lo envolvía. Había en ella algo fascinante -tal vez malsano-, encantador y cruel. En el film, en cambio, el enfoque es más realista. Su problema consiste de una esencial incapacidad para el amor; de ahí el narcisismo (detallado en su auto-adoración). Su frigidez actual no es consecuencia de una conmoción interior provocada por sus anteriores desgracias. Aun a sus novios anteriores había esquivado y fue responsable indirecta de la muerte de ambos. De este modo se conoce mejor la personalidad de Delia e interesa menos. La superficial fascinación que despierta en el film deriva de la máscara seductora de Graciela Borges….Argibay ve en Delia a una chica con complejos (el mito está lejos), y con el sensato Argibay se identifica inmediatamente el espectador. Por eso las imágenes que visualizan la ansiedad de Delia -los difuntos Renán y Vidarte- parecen casi siempre un despropósito, pues son imaginaciones de Delia que el espectador, puesto en el lugar de Argibay, entiende pero no acepta. Si se quiso que éste fuera el protagonista debió haberse dejado que el espectador asistiera poco a poco, como él, a la revelación de una Delia perversa. Pero a mitad del film ya se la conoce y de ahí la poco atractiva última parte….Las interpretaciones de Argibay, Renán y Vidarte son, por cierto, más cálidas que el contexto al cual sirven, y pocas veces la frialdad de Graciela Borges estuvo mejor aprovechada. La escenografía y la técnica en general son aceptables. Pero sólo algunas escenas indican que Antín sabe crear un clima y contar convincentemente un diálogo. Suele confundir la expresión cinematográfica con el rebuscamiento técnico y esto le da al film una apariencia molesta. Más abajo se intuye un propósito dramático serio, que no se concreta; el tono es demasiado solemne.

King escribió de la película:

”Es mucho más una invitación a pensar que a sentir.”

La Prensa opinó:

”Antin ha tomado un cuento confuso y lo ha complicado hasta el delirio….el producto de todo esto es de calidad muy pobre.”